# Initiative populaire « Oui à l'abrogation du service militaire obligatoire »
L'initiative populaire  « Oui à l'abrogation du service militaire obligatoire » est une initiative populaire fédérale suisse, rejetée par le peuple et les cantons le 22 septembre 2013.

## Contenu
L'initiative propose de modifier l'article 59 de  la Constitution fédérale pour supprimer l'obligation de servir à l'armée, à la protection civile et au service civil. Elle prévoit également de dédommager par une aide financière les personnes ayant été « atteintes dans leur santé dans l'accomplissement d'un service ».
Le texte complet de l'initiative peut être consulté sur le site de la Chancellerie fédérale.

## Déroulement

### Contexte historique
Au cours de la seconde moitié du XXe siècle, plusieurs initiatives sont déposées pour diminuer ou contrôler les dépenses militaires. La première d'entre elles, déposée en 1954 et intitulée « pour la réduction temporaire des dépenses militaires (trêve de l'armement) », est invalidée par le Parlement pour vice de forme le 12 décembre 1955. Deux ans plus tard, les initiatives « pour la limitation des dépenses militaires » et « Solidarité sociale et internationale » sont déposées ; elles sont toutefois retirées à la suite de l'intervention des troupes soviétiques en Hongrie lors de la Révolte de Budapest et des événements du printemps de Prague, avant que le Conseil fédéral ne se prononce.
En 1986, le Groupe pour une Suisse sans armée (GSsA) dépose une initiative populaire « pour une Suisse sans arme et pour une politique globale de paix » qui demande déjà la suppression de l'armée. Cette initiative est rejetée en votation le 26 novembre 1989. Douze ans plus tard, le même GSsA dépose une nouvelle initiative « pour une politique de sécurité crédible et une Suisse sans armée » avec le même objectif et, en parallèle, une autre initiative proposant la création d'un service civil en faveur de la paix. Les deux initiatives sont lancées et déposées simultanément, et les deux sont refusées en votation le 2 décembre 2001.
Puis, le GSsA lance cette nouvelle initiative, non plus pour supprimer l'armée, mais pour supprimer l'obligation de servir.

### Récolte des signatures et dépôt de l'initiative
La récolte des 100 000 signatures débute le 6 juillet 2010. L'initiative est déposée le 5 janvier 2012 à la Chancellerie fédérale, qui constate son aboutissement le 31 janvier.

### Discussions et recommandations des autorités
Le Parlement et le Conseil fédéral recommandent le rejet de l'initiative. Dans son message aux Chambres fédérales, le Conseil fédéral « accueille favorablement le fait que l’initiative permette une vaste discussion au niveau politique sur l’un des piliers du système actuel de l’obligation de servir », mais recommande le rejet de l'initiative pour trois raisons : le manque probable d'engagés volontaire pour assurer la sécurité du pays, la suppression d'un devoir traditionnel ainsi que le manque d'efficacité du modèle proposé pour fournir les prestations de l'armée.
Les recommandations de vote des partis politiques sont les suivantes : 
| Parti politique              | Recommandation |
| ---------------------------- | -------------- |
| Parti bourgeois-démocratique | non            |
| Parti chrétien-social        | oui            |
| Parti démocrate-chrétien     | non            |
| Parti socialiste             | oui            |
| Vert'libéraux                | non            |
| Les Libéraux-Radicaux        | non            |
| Union démocratique du centre | non            |
| Les Verts                    | oui            |

### Votation
Soumise à votation le 22 septembre 2013, l'initiative est refusée par l'ensemble des 20 6/2 cantons et par 73,2 % des suffrages exprimés. Le tableau ci-dessous détaille les résultats par canton :